# 蘇州電器科學研究院
蘇州電器科學研究院股份有限公司，簡稱蘇州電器科學研究院股份、蘇州電器科學研究院，以及電科院（英語：Suzhou Electrical Apparatus Science Academy Co., Ltd.，深交所：300215），於1981年由當地政府於苏州市吴中区越溪前珠路5号（總部）創立，現時由胡德霖（董事長）為主要股東，前身為「蘇州電器科學研究院」和「蘇州電器科學研究院有限公司」。
現時業務在國內經營从事各类输配电设备（变压器、避雷器、电容器、电抗器、互感器、绝缘子、架空线、电力金具）、高压电器、高压成套开关设备、低压电器、低压成套开关设备、机床电器、船用电器、核电电器、汽车电子电气、风力发电、太阳能光伏系统、节能产品等測試，招股價為76元人民幣，發行新股為1150萬股，集資額為8.74億元人民幣，而股份則在2011年5月11日於深圳證券交易所創業板上市。

## 連結
- eeti-easa.com （页面存档备份，存于）